# Eugenia goviala
Eugenia goviala är en myrtenväxtart som beskrevs av Joseph Marie Henry Alfred Perrier de la Bâthie. Eugenia goviala ingår i släktet Eugenia och familjen myrtenväxter. Inga underarter finns listade i Catalogue of Life.